# Guaraní correntino
El guaraní correntino (en guaraní correntino, Taragui Ñe'ẽ; en guaraní estándar, Taraguiñe’ẽ), guaraní criollo o taragüí es la variedad lingüística del idioma guaraní hablado en la provincia de Corrientes y por algunas personas del este de la provincia de Chaco. En Corrientes, dicho idioma es cooficial junto al idioma español desde 2004. El guaraní correntino y el guaraní paraguayo son dos de las subvariedades del guaraní criollo, un idioma hablado desde la época colonial que  procede del guaraní tribal hablado en la región desde antes de la colonización. En el artículo "Historia de la provincia de Corrientes", se dan más detalles sobre los tiempos precolombinos y los guaraníes que ya habitaban lo que hoy es la Provincia de Corrientes.
Las distintas subvariedades del guaraní criollo serían la evolución del guaraní misionero jesuítico que se habló en las Misiones jesuíticas guaraníes. Este guaraní misionero, a su vez fue la integración en una forma estándar de diferentes variedades del idioma guaraní que hablaban diferentes parcialidades guaraníes que poblaban la zona de las Misiones aún antes de la llegada de los españoles. 
Esta variedad es hablada tanto por mestizos y criollos de zonas rurales y urbanas, así como por naturales de los Esteros del Iberá en una manera coloquial, lo que impide una estimación exacta de su número de hablantes que puede oscilar a 100.000.

## Historia
Hacia fines del siglo XVI, los colonizadores españoles encontraron en lo que es el norte de la actual Corrientes a las tribus Paraná-guaraníes y chandules-guaraníes (en el centro y sur de la provincia habitaban los kaingáng). Corrientes fue concebida y fundada en 1588, desde Asunción del Paraguay por aproximadamente 150 soldados, con ganado doméstico y equino. Allí se procuró la evangelización de los aborígenes, con la consiguiente aculturación y mestizaje.
Al igual que en Asunción, la superioridad numérica de los indígenas, obligó a los españoles y criollos, a aprender la lengua guaraní. Provocando como consecuencia un alto monolingüismo guaraní, bilingüismo reducido a las clases sociales altas y bajo monolingüismo español. Entre los siglos XVII y XVIII se establecen las Misiones jesuíticas guaraníes. Allí el guaraní adquirió estatus literario, al publicarse el vocabulario y gramática de Ruiz de Montoya. A principios del siglo XIX, por la expulsión de los jesuitas, el guaraní misionero se extinguió, sin poder comprobarse su influencia en el actual guaraní correntino o paraguayo. El Rey Carlos III de España en el siglo XVIII, prohibió por Cédula Real, hablar las lenguas indígenas en las colonias.
Hacia los siglos XIX y XX, el guaraní correntino se convierte en lengua regional. En la actualidad, es hablada mayormente en la zona rural, donde la influencia de la escuela es menor, y es utilizada por hablantes bilingües.

## Uso y similitudes con el guaraní paraguayo
El guaraní correntino es considerado una variedad del "guaraní criollo", hablado por la población mestiza (descendientes de españoles e indígenas). Esta variedad se fue distanciando de la utilizada por los indígenas no asimilados por la conquista.
Según Dietrich (2002), el guaraní correntino es un idioma independiente, que se formó a fines del siglo XVIII; por lo que puede ser considerado un dialecto del guaraní criollo, y no una variante del guaraní paraguayo. Aunque las similitudes son muchas, el guaraní correntino utiliza con mayor frecuencia hispanismos para referirse a colores, numerales, ubicación espacial y parentescos. Además, es más de uso rural que urbano, y con fenómenos más marcados por la situación de contacto intensivo con la lengua dominante. Otras diferencias existen en el uso del vocabulario y en las pronunciaciones (por ejemplo: nendivéi por nendive, pende por pe’ẽ, pururu por pororo, miri o mini por michĩ), debido a la dinámica de la fonética.
El doctor en Lingüística L. Cerno identificó dos variedades, el «guaraní mezclado» (similar al yopará paraguayo) y el «guaraní cerrado». El primero es utilizado por hablantes bilingües y escolarizado, y el segundo por hablantes monolingües escasamente escolarizados. Tampoco existe una norma culta respecto del guaraní correntino.